# Giuseppe Quaglio
Giuseppe Quaglio (Laino, 2 dicembre 1747 – Monaco di Baviera, 23 gennaio 1828) è stato un pittore e scenografo italiano.

## Biografia
Nato a Laino, tra il Lago di Como e il Lago di Lugano, Giuseppe faceva parte di una famiglia composta da pittori, incisori, architetti e scenografi.
Imparò a dipingere nella bottega del padre Domenico Quaglio il Vecchio, imitato successivamente dal molto più giovane fratello Giulio.
Proseguì la sua formazione prima a Vienna, dove il cugino Lorenzo Quaglio il Vecchio si era stabilito da tempo, e successivamente con viaggi di studio in Italia e Germania, dove elaborò disegni di paesaggi e vedute urbane che avrebbe utilizzato successivamente nelle sue scenografie.
Grazie al cugino Lorenzo, nel 1771 entrò alla corte del principe elettore Carlo Teodoro di Baviera, lavorando al teatro dell’opera di Mannheim, dove nel 1776 affrescò la sala del ridotto (1776).
Nel 1778 si trasferì a Monaco al seguito del principe Carlo Teodoro.
Dalla moglie tedesca Agnes ebbe i figli Angelo (1778-1815), architetto e pittore, Domenico (1786-1837), pittore, incisore e architetto, Lorenzo (1793-1869), pittore e litografo, e Simon (1795-1878), disegnatore.
Continuando la tradizione di famiglia, i figli affiancarono Giuseppe nella realizzazione degli allestimenti per il teatro di corte.
A Monaco Giuseppe firmò le scenografie di molte opere teatrali, tra cui quelle del Don Giovanni (1791) e del Flauto magico (1793) di Mozart, di cui fu contemporaneo.
Lavorò anche alle scenografie di importanti eventi di corte.
Alla prematura morte del fratello Giulio, che lo aveva seguito in Germania divenendo architetto teatrale di corte a Monaco, Giuseppe lo sostituì nell’incarico.
Giuseppe Quaglio introdusse in Germania la scena per angolo teorizzata da Ferdinando Galli da Bibbiena e applicata dallo stesso Ferdinando e dal figlio Giuseppe.
Un’altra fonte di ispirazione italiana per le sue scenografie fu l’opera di Giovanni Battista Piranesi, che utilizzò per le accurate riproduzioni di interni e di edifici storici.
Bozzetti di scenografie di Giuseppe Quaglio sono conservati presso la Staatliche Graphische Sammlung e il Deutsches Theatermuseum di Monaco e fanno parte di collezioni private in Germania.